# De Rockoxtriptiek
De Rockoxtriptiek, ook bekend als Epitaaf van Nicolaas Rockox en zijn vrouw Adriana Perez, is een drieluik van Peter Paul Rubens dat hij tussen 1613 en 1615 maakte. Het centrale paneel meet 143 bij 123 cm, de zijpanelen 146 bij 55 cm. Sinds 1815 maakt het werk deel uit van de collectie van het Koninklijk Museum voor Schone Kunsten in Antwerpen. 

## Geschiedenis
Nikolaas Rockox, burgemeester van Antwerpen en goede vriend van de schilder, liet al ver voor zijn dood in 1640 een grafkapel voor zichzelf en zijn vrouw Adriana Perez inrichten. Hij koos hiervoor de kerk van de minderbroeders-recolletten in Antwerpen uit. Aan Rubens vroeg hij rond 1613 om een drieluik te maken voor de kapel. Deze triptiek kwam in 1615 gereed en bleef tot 1794 in de kerk. Toen namen Franse troepen haar als oorlogsbuit mee naar het Louvre in Parijs. Na het Congres van Wenen kwam het schilderij terug naar Antwerpen en werd  tentoongesteld in het Museum voor Schone Kunsten.

## Voorstelling
Traditioneel werd aangenomen dat het middenpaneel het verhaal van de ongelovige Thomas uit het evangelie van Johannes voorstelt. Dit gebeuren zou zich hebben afgespeeld na de opstanding van Jezus. Het evangelie verhaalt dat Thomas weigerde te geloven in de opstanding en zei: "Als ik in Zijn handen niet het litteken van de spijkers zie, en mijn vinger niet steek in het litteken van de spijkers, en mijn hand niet steek in Zijn zij, zal ik beslist niet geloven". Enkele dagen later zou Jezus aan Thomas verschenen zijn. Jesus nodigde hem uit om te kijken naar Jezus' handen en zijn hand te leggen op Jezus' zij. Thomas werd zo overtuigd van de opstanding van Jezus.  Het ongeloof van Thomas was een populair onderwerp in de barok. Schilders als Caravaggio, aan wie Rubens hier duidelijk schatplichtig is, beeldden het onderwerp vaak heel plastisch uit, met Thomas peuterend in Jezus' wond.

Het ongeloof van Thomas door Caravaggio

Recente kunsthistorische studies betogen dat Rubens niet het ongeloof van apostel Thomas afbeeldde, maar eerder de scène van Christus' eerste verschijning aan de apostelen in Jeruzalem, zoals beschreven in het evangelie van Lucas 24: 36-51. In dit verhaal weigerden de 11 overlevende apostelen aanvankelijk te geloven dat de persoon die in hun midden verscheen de herrezen Jezus was. Geconfronteerd met dit ongeloof toonde Jezus hen de wonden aan zijn handen en voeten veroorzaakt door de kruisiging en moedigde hen aan om het bewijsmateriaal zelf te betasten en bekijken. Volgens Lucas gingen de discipelen nooit in op deze uitnodiging om het fysieke bewijs van de dood van Christus te inspecteren. Pas nadat Christus een maaltijd van geroosterde vis en een honingraat had gegeten, aanvaardden de discipelen de opstanding van Christus. Deze interpretatie van het kunstwerk wordt gesteund door Rubens' keuze om de wond aan Christus' zijde opzettelijk weg te laten, in tegenstelling met Caravaggio's Sint-Thomas waar de focus is gericht op Thomas' vinger in Christus' zijwond. Door de zijwond weg te laten toont Rubens dat hij zich strikt aan de tekst van Lucas wil houden, aangezien Lucas alleen de wonden aan Christus' handen en voeten vermeldt en niet de zijwond. Door deze weglating benadrukte Rubens ook de tegenstrijdigheden tussen de verschillende evangelieverslagen over de opstanding. Dit weerspiegelt het wijdverspreide scepticisme onder de Antwerpse elite aangaande de mogelijkheid om zekerheid te verkrijgen, in het bijzonder wat betreft religieuze kwesties.  Het is verder mogelijk dat Rubens met deze weglating wilde benadrukken dat ware gelovigen (zoals de opdrachtgevers zelf) een geloofssprong moeten maken bij het aanvaarden van de waarheid van de wederopstanding van Christus in plaats van bevestiging te zoeken in fysiek bewijs.
Christus zelf heeft van Rubens een prachtig, anatomisch volledig correct lichaam gekregen dat sterk belicht wordt. Ongetwijfeld liet hij zich daarbij inspireren door de antieke kunst die hij tijdens zijn verblijf in Italië had leren kennen. Meer bepaald lijkt hij voor het lichaam van Christus geput te hebben uit zij kennis van het beroemde antieke beeld van de Hermes van Belvedere, dat hij had bestudeerd en waarvan hij de schoonheid en verhoudingen had geprezen tijdens zijn verblijf in Rome.
Beide echtelieden staan op de zijpanelen afgebeeld. Adriana  houdt een rozenkrans in haar hand, een symbool van geloof. Nikolaas' hand rust op zijn borst, een teken van liefde. Hoewel zij sobere kledij dragen, verraden details, zoals de parelketting van Adriana Perez, de rijkdom van de burgemeester en zijn vrouw. Op de achterkant van de zijpanelen staan de familiewapens van het echtpaar.